# Seznam hornopolických arciděkanů

Znak Horní Police

Toto je úplný seznam arciděkanů v Horní Polici od roku 1724, kdy byl Jan Jindřich Karel Möltzer jmenován prvním arciděkanem, do současnosti.

## Historie
Začátek působnosti jmenovaného v duchovní správě farnosti od:
- 1291 doksanští premonstráti (první zmínka o kostele je v listině z 23. června 1291)
- ?– 1358 Heřman (Herrmannus)
- 1359 Jakub (Jacobus)
- 1369 Matyáš (Mathias)
- Nicolaus
- 1424–1426 Jan z Děčína (Joannes z Děčína), zřejmě vypuzen nebo usmrcen husity
- 1573 Kryštof Kribitsch (Christophorus Kreibich)
- Michaël Leibhardt
- 1600 Ambrož Zigelius (Ambrosius Zigelius), † 13. prosince 1603
- 1603–1623 nebyl katolický duchovní
- 1623 Matěj (Matheus) Laetus (Frigkucg)
- 1625 Václav Augustin Hibelius (Wenceslaus August. Hibelius)
- 1638 Moysig
- 1641 Vilém Zwingmann (Guilelm. Zwingmann), O.Cist.
- 1642 Štefan Zubeo (Stephanus Zubeo)
- 1644 bez faráře
- 1650 Magistr Marti Fortunát Bohme (Martinus Fortunatus Böhme) SJ
- 1653 Maxmilián (Maxmilianus) Fogge
- 1655 Marzisius Titzinius ze Štětí
- 1659 Laureus Jessko, TJ
- 1670 Filisius (Filizius) Flickeschuch (Flickschuh)
- 1679 Václav Strohbach (Wencesl. Strobach)
- 1682 Michael Gabriel Jantsch (Michaël Gabriaël Jansch), n. 1655, † 19. října 1719 (pochován v hornopolickém kostele v prostoru pod velkým lustrem[1])
- 1719 Václav Kretschmer (Wenceslaus Kretschmer)
- Jan Jindřich Karl Möltzer, v roce 1724 jmenován arciděkanem

## Seznam hornopolických arciděkanů
| Pořadí | jméno                          | od   | do                        | poznámky | obrázek | Další podoba jména           |
| ------ | ------------------------------ | ---- | ------------------------- | --- | ------- | ---------------------------- |
| 1.     | Jan Jindřich Karel Möltzer     | 1724 | 1746                      | * před rokem 1700, Česká Lípa - 15. prosince 1746, Horní Police, roku 1722 byl vysvěcen na kněze v Horní Polici a Žandově, 29. června 1724 byl jmenován prvním arciděkanem v Horní Polici, 6. prosince 1736 jej papež Klement XII. infuloval s právem pontifikálního oděvu při mších (ad instar Abbatum). Byl čestným kanovníkem katedrální kapituly sv. Štěpána v Litoměřicích.                          |         | Jan Jindřich Karel Möltzer   |
| 2.     | Augustin Václav Möltzer        | 1747 | 1757                      | * 22. října 1695, Česká Lípa - 25. června 1757, Horní Police, byl synovcem prvního arciděkana Jana Jindřicha Karla Möltzera |         | Augustin Václav Möltzer      |
| 3.     | Jan František Bautsch          | 1758 | 1764                      | * okolo roku 1700 - 10. ledna 1764, Horní Police, v roce 1757 jej biskup Mořic Adolf Karel Saský jmenoval arciděkanem |         | Jan František Bautsch        |
| 4.     | Antonín Jan Deym ze Stříteže   | 1764 | 1775                      | * ? - 25. listopadu 1775, Horní Police, pocházel ze šlechtického rodu Deymů z Stříteže |         | Antonín Jan Deym ze Stříteže |
| 5.     | Jan Kryštof Pitsch             | 1775 | 1779                      | * ? - 27. února 1779, Horní Police (zemřel na mor) |         | Jan Kryštof Pitsch           |
| 6.     | Wenzel Hocke                   | 1779 | 1808                      | * 8. ledna 1732, Jezvé/Stružnice - 1. března 1808, Horní Police, v roce 1756 získal kněžské svěcení v litoměřické katedrále sv. Štěpána, v roce 1807 byl jmenován konsistorním radou. Mezi lidem byl velice oblíbený pro svou srdečnou a přátelskou povahu a byl nazýván „Hockewanzel“ či „Enšpígl“ v kněžském rouchu – osobnost, která neměla v německo-českém kraji obdoby a dostal se i do literatury. |         | Wenzel Hocke                 |
| 7.     | Ignác Jaksch                   | 1808 | 1824                      | * 31. ledna 1754, ? - 16. dubna 1824, Horní Police, kněžské svěcení 21. září 1777, farářem v Jablonném v Podještědí, od roku 1795 kanovníkem kapituly sv. Štěpána v Litoměřicích, v roce 1814 se stal vicerektorem gymnázia v České Lípě. |         | Ignác Jaksch                 |
| 8.     | František Hantschel            | 1824 | 1846                      | * 19. listopadu 1752, ? - 13. března 1846, Horní Police, kněžské svěcení 29. září 1775, poté kaplanem v Horní Polici, v roce 1834 jmenován konsistorním radou |         | František Hantschel          |
| 9.     | Ignác Meisner                  | 1846 | 1864                      | * 30. prosince 1785 - 17. září 1864, Horní Police, kněžské svěcení 20. července 1808 |         | Ignác Meisner                |
| 10.    | František Josef Görner         | 1865 | 1883                      | * 1. ledna 1809, Blíževedly - 24. října 1883, Horní Police, kněžské svěcení 28. září 1832, litoměřický biskup Antonín Ludvík Frind jej 11. září 1879 jmenoval předsedou biskupské konsistoře |         | František Josef Görner       |
| 11.    | Kryštof Kachler                | 1883 | 1897                      | * 6. července 1826, Pláň - 1. dubna 1897, Horní Police, kněžské svěcení 25. července 1851, litoměřickým biskupem Emanuelem Janem Schöbelem jmenován biskupským vikářem |         | Kryštof Kachler              |
| 12.    | Josef Maria Liebich            | 1897 | 1908                      | * 15. května 1834, Zákupy - 22. února 1908, Horní Police, kněžské svěcení 29. července 1863, litoměřickým biskupem jmenován předsedou biskupské konsistoře |         | Josef Maria Liebich          |
| 13.    | Václav Frind                   | 1908 | 1932                      | * 30. července 1868, Lipová u Šluknova - po roce 1937, kněžské svěcení 24. května 1891, v roce 1925 jmenován biskupským notářem |         | Václav Frind (arciděkan)     |
| 14.    | Ludvík Gala                    | 1932 | 1954                      | * 5. července 1876, Boreci u Ljutomeru (Dolní Štýrsko, dnešní Slovinsko) - 8. května 1957, Děčín, kněžské svěcení 8. prosince 1903, působil také v žandovské farnosti, zaprvní světové války byl vojenským kaplanem. |         | Ludvík Gala                  |
| 15.    | Msgre. Josef Stejskal          | 1991 | 2014                      | * 21. ledna 1922, Šitbořice - 26. ledna 2014, Horní Police, v letech 1945–49 kněžské studium v Brně, kněžské svěcení 5. července 1949 v brněnské katedrále sv. Petra a Pavla, v letech 1954–1991 byl administrátorem, od 1. dubna 1991 arciděkanem, od roku 1996 čestným členem kapituly sv. Štěpána v Litoměřicích a 3. ledna 2001 jej papež Jan Pavel II. jmenoval papežským prelátem.                  |         | Msgre. Josef Stejskal        |
|        | ThLic. Stanislav Přibyl (CSsR) | 2014 | 2024                      | * 16. listopadu 1971, Praha, kněžské svěcení 22. června 1996 v pražské svatovítské katedrále, od 1. února 2014 administrator excurrendo v Horní Polici. Byl generálním vikářem litoměrické diecéze a od října 2016 je generálním sekretářem České biskupské konference. |         | Stanislav Přibyl             |
|        | Mons. Radek Jurnečka           | 2024 | úřadující (administrátor) | Generální vikář litoměřické diecéze, administrátor poutního místa Horní Police |         | Radek Jurnečka               |